# Фролов, Юрий Андреевич
Юрий Андреевич Фролов (10 марта 1936, пос. Купавна, Московская область, СССР) — советский футболист, защитник.
Выступал в командах «Торпедо» (Перово), «Зенит» (Калининград), «Спартак» (Москва) и «Труд» (Люберцы).